# 트롬본
트롬본(Trombone, 독일어: Posaune)은 두 개의 U자 모양의 관을 서로 끼워 맞추어서 만들어져, 컵 모양의 마우스 피스에 입술을 진동시켜 소리를 내는 금관 악기의 한 종류이다. 음의 조절은 슬라이드로 하게 된다.

## 구조
트롬본의 명칭은 본래 이탈리아어로서 '큰 트롬바(Tromba, 트럼펫)'를 의미한다. 이 악기는 트럼펫보다 낮은 음역을 담당하는 금관 악기이며, 발음원리는 트럼펫 등과 같다. 오늘날 쓰이고 있는 것은 변음장치의 다름에 따라 슬라이드 트롬본과 밸브 트롬본의 2종이나 슬라이드식이 역사도 깊고 오랜 것으로 현재는 보다 일반적이다. 슬라이드식은 마우스피스, 슬라이드, 벨의 3부분으로 되어 있다. 마우스피스는 트럼펫의 것을 닮은 조금 대형이며 굽은 캡을 가진 것이 보통이지만, 프랑스계에서는 호른과 같은 형의 것도 쓰고 있다. 슬라이드는 내관과 외관으로 되어 있으며, 모두 똑바른 부분이 주체이나 U자관이라 하는 만곡부(灣曲部)를 가지고 있다. 외관을 내관에 U자가 서로 맞보게 끼워 슬라이드시킴으로써 관의 길이를 바꾼다. 이 원리는 이미 15세기 초에 고안되어 있었고, 19세기 초엽, 오늘날 금관악기 일반에 채용되고 있는 밸브 장치가 발명될 때까지 슬라이드 트롬본은 반음계적 변화음을 자유로이 연주할 수 있는 몇 안 되는 금관악기였다. 벨은 직경이 가장 작은 것으로 16.5cm에서 가장 큰 것으로 25.4cm까지 여러 가지 크기의 것이 있으며 각국의 습관에 따라 다르다. 대체로 벨이 클수록 관도 굵으며 그 차이는 음빛깔의 상위로 나타난다. 재질은 보통 놋쇠이다. 다만 트롬본이라고 하였을 때에는 내림나조인 테너·트롬본을 말하며 그 음넓이는 마음에서 바2음까지이다. 보다 낮은 페달(pedal)음도 악기의 성능이나 주자의 기교에 따라 연주할 수는 있지만 보통 쓰이지 않는다. 페달음이란 배음계열의 바탕음으로서 금관악기에 있어서 이론적으로 취주 가능한 최저음을 말한다.

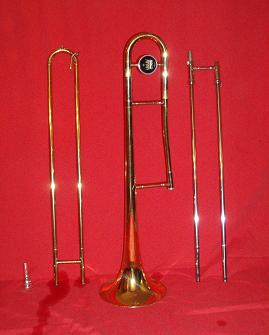
트롬본의 부품 구성

## 종류

### 테너베이스 트롬본
테너베이스 트롬본(tenorbass trombone)은 테너 다음으로 쓰인다. 이 악기는 내림나조의 테너로 왼손 엄지로 조작한다. 밸브식인 우회관(迂回管)을 장비한 것이므로 이것으로 완전4도 이하의 바조로 변경할 수가 있다. 테너의 최저음 마음으로부터 그 페달음 사이의 음넓이를 메우기 위하여 19세기 중엽에 고안되었고 오늘날에는 영국,미국을 제외한 각국에 보급되었다.

### 베이스 트롬본
베이스 트롬본(bass trombone)은 보통 마조의 저음악기이나 테너베이스의 보급과 더불어 점차 쓰이지 않게 되었다. 다만 테너베이스보다 울림이 좋기 때문에 영국과 독일에서는 오늘날에도 사조를 오케스트라에서 쓰고 있다. 이 밖에 소프라노, 알토, 콘트라베이스도 있으나 오늘날에는 거의 쓰이지 않는다. 밸브 트롬본은 슬라이드식같이 손을 신축시킬 필요는 없고 피스톤의 조작으로 변음할 수 있으므로 빠른 음형의 취주에 적합하나 관에 굽은 부분이 많아지므로 음빛깔이 변하는 등 단점이 있어 특수한 경우 외엔 쓰이지 않는다. 한편 트롬본은 다른 조옮김악기와 달라서 어느 관으로도 모든 실음을 기보할 수 있다.

## 역사
트롬본의 어원에 대해서는 앞서 말한 대로 15세기에 이르러 트럼펫의 관이 여러 가지로 굽어지고 그중에 어느 것은 슬라이드 장치를 하고 거기서 낮은음악기가 파생하였고 그 뒤 기본적인 구조는 변화없이 오늘에 이르고 있다. 앙상블에서의 낮은 음악기로서는 16세기 이후 점차로 중요한 것으로 되어 18세기 후반에는 한때 쇠퇴하였으나 베토벤은 5번, 6번, 9번, 10번의 교향곡에 쓰고 있다. 이후 오케스트라에 쓰여 베를리오즈, 바그너 이후의 관현악법에서는 매우 중요한 악기로 되었고, 음빛깔적으로 트럼펫과 색소폰의 중간을 메우는 악기로 재즈 등에서도 애용되고 있다. 입술이나 혀의 기본적인 기술은 금관악기와 같으나 트럼펫이나 호른에 비하면 쓰는 숨의 양은 많아 너무 긴 음형을 한숨에 연주할 수는 없다. 낮은음넓이에서 표현력은 크며, 극도의 피아니시모로부터 포르티시모까지 변화가 된다. 특히 이 악기 특유의 주법으로는 슬라이드식의 장점을 이용한 증4도까지의 음정의 끊임없는 매끄러운 글리산도가 있다.

## 연주법
다른 금관악기들 같이 입술을 떨어서 연주한다. 7포지션까지 있고 요즘은 키를 사용해 먼 곳에 있는 음을 내기도 한다.